# عنفوان التكظر
عُنْفُوانُ التَّكَظُّر (بالإنجليزية: Adrenarche)‏ هي مرحلةٌ مبكرة من النضج الجنسي في بعض المقدمات العالية، وهذا يحدث عند البشر عادة بين 10و11 سنة من العمر.خلال هذه المرحلة، تفرز قشرة الغدة الكظرية مستويات عالية من الاندروجينات DHEA,DHEAS لكن دون زيادة مستويات الكورتيزون.عنفوان التكظر نتيحة لظهور طبقة جديدة في قشرة الغدة الكظرية تسمي الطبقة الشبكية.عملية عنفوان التكظر تتعلق بالنضوج، ولكنها تختلف عن النضج الوظيفي للغدة النخامية،والغدد التناسلية.

## الانتشار في الحيوانات
يحدث عنفوان التكظر في عدد قليل من المقدمات، فقط الشمبانزي والغوريلا تظهران نمط مماثل لتطور عنفوان التكظر مماثل للبشر.

## دورها في البلوغ
عنفوان التكظر لم يتم تحديده بعد.فشل الباحثون في التعرف على تحديد بيبتيد نخامي جديد (هرمون مشابه لأندروجين الغدة الكظرية).اعتقد الآخرون بأن عملية النضج الكظري العنفواني هو عملية تدريجية مشابهة للغدة الكظرية، وليس لديها محفز واضح.السبيل الثالث من البحث يتضمن علاقة محتملة مع أي كتلة جسمية للجنين أو الطفل واشارات ذات صلة مثل الأنسولين والليبتين.العديد من الأطفال الصغار بالنسبة لسن الحمل (SGA) بسبب تقيد النمو داخل الرحم ،لديهم زياده احتمالية بأن توقيت حدوث عنفوان التكظر مرتبط بالبرمجة الفيسيولوجية في سن الطفولة.عنفوان التكظر يحدث قبل أوانه بالنسبة للأطفال الذين يعانون من زيادة في الوزن، مما يفرض احتمالية الارتباط بين كتلة الجسم والسمنة.
الأثار المادية الرئيسية لعنفوان التكظر، هي آثار الأندروجين وبصفة خاصة شعر العانة (حيث تانر2تصبح تانر3) وتغيير التركيبة العرقية حيث تنتج رائحة الجسم.زيادة زيتية للجلد والشعر وظهور حب الشباب البسيط.في معظم الأولاد، هذه الآثار لايمكن تمييزها من آثار تيستوستيرون الخصية المبكر الذي يحدث في بداية النضوج التناسلي.عند الفتيات، الأندروجينات الكظريه لعنفوان التكظر يُحدث غالبية التغييرات للبلوغ مثل شعر العانة، رائحة الجسم، تزييت الجلد، حب الشباب.بالنسبة لمعظم الفتيات تتزامن آثار الأندروجين في وقت مبكر مع أو بضعه أشهر وراء آثار الأستروجين المبكر للنضوج التناسلي (نمو الثديين، تسريع النمو).مع نضوج الفتاة، المبيضان والانسجة الطرفية تصبح مصدرا مهما للأندروجينات.
الآباء والأطباء في كثير من الأحيان يستدلون بطريقة غير صحيحة بأن بداية البلوغ تكون مع بداية ظهور شعر العانة.بالرغم من استقلال عنفوان التكظر والنضوج التناسلي حيث يكون واضحا في الأطفال الذين يعانون من تطويرات شاذة أو غير طبيعية، وهذه العملية تحدث عند واحد دون الآخر.على سبيل المثال، يحدث عنفوان التكظر للعديد من الفتيات اللواتي يعانين مرض اديسون ،حيث يستمر مع حد أدنى من شعر العانة كلما يتقدم سن البلوغ.على العكس من ذلك، الفتيات ممن يعانين من متلازمة تيرنر لديهن عنفوان تكظر طبيعي مع تطور طبيعي لشعر العانة ولكن النضوج التناسلي لايحدث لان المبيض يكون معيبا.

## المبتسر
عنفوان التكظر المُبْتَسَر (بالإنجليزية: premature adrenarche)‏ هو أشهر سبب للظهور المبكر لشعر العانة (بدء الشعر السابق لأوانه) في مرحلة الطفولة.في نسبة كبيرة من الأطفال سيبدأ الاختلاف كتطور طبيعي ولن يحتاج أي علاج، على الرغم من ذلك يوجد ثلاث حالات اكلينيكيه تتعلق بعنفوان التكظر المبتسر وينبغي تمييزه عن البلوغ المبكر الحقيقي المركزي، من التضخم الخلقي للغدة الكظرية، من الأورام المخية للأندروجينات في الغدد الكظرية والتناسلية.
خبير الغدد الصماء للاطفال يقوم بذلك من خلال اظهار مستويات متقدمه من DHEAS وغيرها من الأندروجينات الكظرية مع مستويات جونادوتروبين قبل البلوغ ومنشطات جنسية للغدد التناسلية.
ثانيا، هنالك دليل بأن عنفوان التكظر المبتسر قد يشير إلى وجود خلل في طاقة البيئة داخل الرحم والنمو.كما ذكر من قبل، عنفوان التكظر المبتسر يحدث عادة عند الأطفال ممن يعانون تأخرا في النمو داخل الرحم ومن زيادة الوزن.بعض الدراسات قد أثبتت أن بعض الفتيات اللواتي لديهن عنفوان تكظر مبتسر قد يعرضهن لمستويات أندروجين مفرطة في مرحلة المراهقة وهذا يؤدي إلى الشعرانية، اضطرابات الحيض بسبب عدم الاباضة وهذا يشير إلى متلازمة المبيض متعدد الكيسات.
ثالثا، على الأقل تقرير واحد وجد أن زياده مشاكل الدراسة والسلوك عند مجموعة من الأطفال مع عنفوان التكظر المبتسر بالمقارنة مع مجموعة شبيهة متحكم فيها. لتأريخ هذه العلاقة التي لم يتم تاكيدها ولا شرحها ولا يوجد آثار واضحة لعلاجها.

## روابط خارجية
- Adrenarche في المكتبة الوطنية الأمريكية للطب نظام فهرسة المواضيع الطبية (MeSH).